# یان نپومنیاشی
یان نپومنیاشی (همچنین شناخته شده با نامهای نپومنیشی و نپومنیاشچی؛ زاده ۳۰ ژوئیه ۱۹۹۰ در بریانسک، روسیه) استادبزرگ شطرنج اهل روسیه است. وی در نوامبر ۲۰۲۱، در رده پنجم شطرنج جهان قرار گرفت.

## رقابت شطرنج قهرمانی جهان (۲۰۲۱)
بر اساس عملکرد خود در مسابقات گرندپری شطرنج جهان ۲۰۱۹، وی توانست مجوز شرکت در مسابقات کاندیداتوری شطرنج در سال ۲۰۲۰ را به دست آورد. این تورنمنت که در مارس–آوریل ۲۰۲۰ و آوریل ۲۰۲۱ برگزار شد، با قهرمانی نپومنیاشی به پایان رسید.
بدین ترتیب نپومنیاشی حق رویارویی با ماگنوس کارلسن در مسابقه قهرمانی شطرنج جهان در سال ۲۰۲۱ را کسب کرد. رقابتی که از تاریخ ۵ آذر ۱۴۰۰ به میزبانی شهر دبی در امارات آغاز شد، و پس از انجام ۱۱ مسابقه با شکست سنگین نپومنیاشی مقابل کارلسن با نتیجه ۷،۵ بر ۳،۵ به پایان رسید.